# 牛頓 (堪薩斯州)
牛頓（英語：Newton）是一個位於美國堪薩斯州哈維縣的城市。同時該地也是哈維縣的縣治。

## 地方資料
牛頓的座標為38°02′48″N 97°20′42″W / 38.04667°N 97.34500°W，而該地的海拔高度為441米（即1447英尺）。根據2010年美國人口普查，該地共人口18602人，而該地的面積約為37.73平方千米。